# تريمكس
تريمكس (Trimix) عبارة عن غاز للتنفس بستخدم من أجل الغوص. يتألف مزيج تريمكس من ثلاث غازات وهي الأكسجين والنيتروجين والهيليوم، وغالباً ما يستخدم في الغوص الاحترافي التجاري في الأعماق وفي الطور العميق من الغوص التقني.
يؤدي استخدام مزيج مؤلف من ثلاث غازات إلى الحرية في تشكيل مزائج مختلفة ملائمة لأعماق مختلفة وذلك لأغراض مختلفة عن طريق ضبط النسبة لكل غاز.

## الخصائص

### محاسن إضافة الهيليوم للمزيج
إن الهدف الأساسي من إضافة الهيليوم إلى المزيج الغازي هو للتقليل من نسبة الأكسجين والنيتروجين دون نسبتهما في الهواء، وذلك للتخفيف من الآثار الناجمة عن وجودهما والتي تظهر على شكل تخدير الأعماق، خاصة أن الهيليوم لا يظهر هذه الآثار التخديرية. كما أن التقليل من نسبة الأكسجين في المزيج يخفف من آثار سمية الأكسجين في الأعماق.
نتيجة الوزن الجزيئي المنخفض للهيليوم فإنه حسب قانون غراهام بدخل ويخرج من الأنسجة الحيوية بسرعة أكبر من النيتروجين عن زيادة الضغط أو تخفيفه. كما أن له ذوبانية أقل في الأنسجة مقارنة مع النيتروجين، لكن بالمقابل فإن الأنسجة لا تتحمل كميات كبيرة داخلة وخارجة من الهيليوم عندما يكون فوق مشبعاً. وهذه الخاصة تلعب دوراً كبيراً في غوص الإشباع.

### مساوئ إضافة الهيليوم للمزيج
إن الهيليوم ينقل الحرارة أسرع بست مرات من الهواء، لذلك فإن الغواصين عادة ما يستخدمون غازاً آخراً من أجل نفخ بذلة الغوص مثل الآرغون، خاصة أن الناقلية الحرارية له أقل من الهواء بحوالي 50%.
أظهر بعض الغواصون وجود معاناة لهم نتيجة الآلام المفصلية عند الضغط المرتفع وذذلك عند استخدام مزيج تريمكس.